# Даль, Ханс
Ханс Даль (норв. Hans Dahl, 19 февраля 1849, Гранвин — 27 июля 1937, Балестранн) — один из самых известных норвежских художников, представитель Дюссельдорфской художественной школы, знаменитый своими пейзажами и жанровыми работами.

## Биография
Ханс Даль родился в Гранвине, в Западной Норвегии (которая тогда была частью Швеции). Его талант живописца проявился уже в возрасте 16 лет. Однако, художественное образование Даль получил только после завершения службы в шведской армии. В 1873 году, оставив воинскую службу, он отправился в немецкий Карлсруэ, где учился у Ханса Фредрика Гуде и Вильгельма Рифшталя. Впоследствии продолжил обучение в Дюссельдорфе, где его учителями были Эдуард фон Гебхардт и Вильгельм Зон. В 1876 году прошла его первая выставка в Дюссельдорфе. Подвергался критике, особенно со стороны историка-искусствоведа Йенса Тииса и художника Кристиана Крога. С 1889 года жил в Берлине, но почти каждое лето возвращался в Норвегию. Женился на Элен Бауэр, дочери немецкого живописца Клеменса Бауэра. Их сыном был норвежский художник Ханс Андреас Даль(1881-1919).
Ханс Дал умер в Балестранде в Согн-ог-Фьюране в 1937 году. Его могила находится на кладбище церкви Тьюгум.

## Галерея

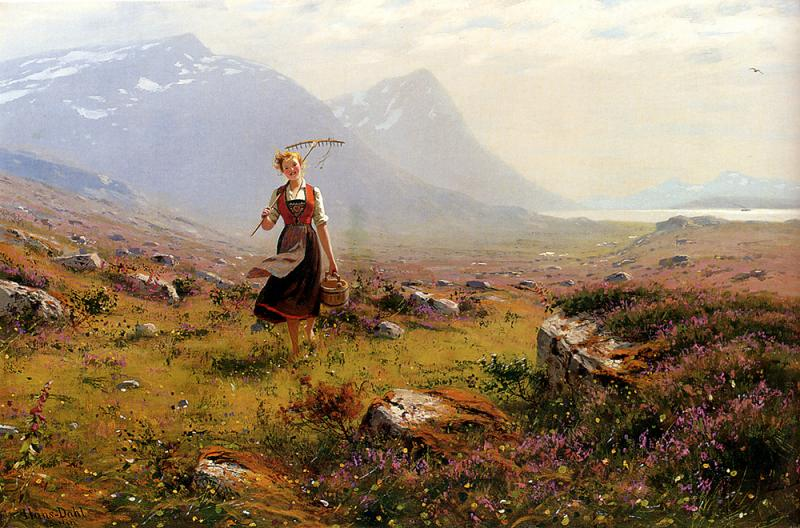
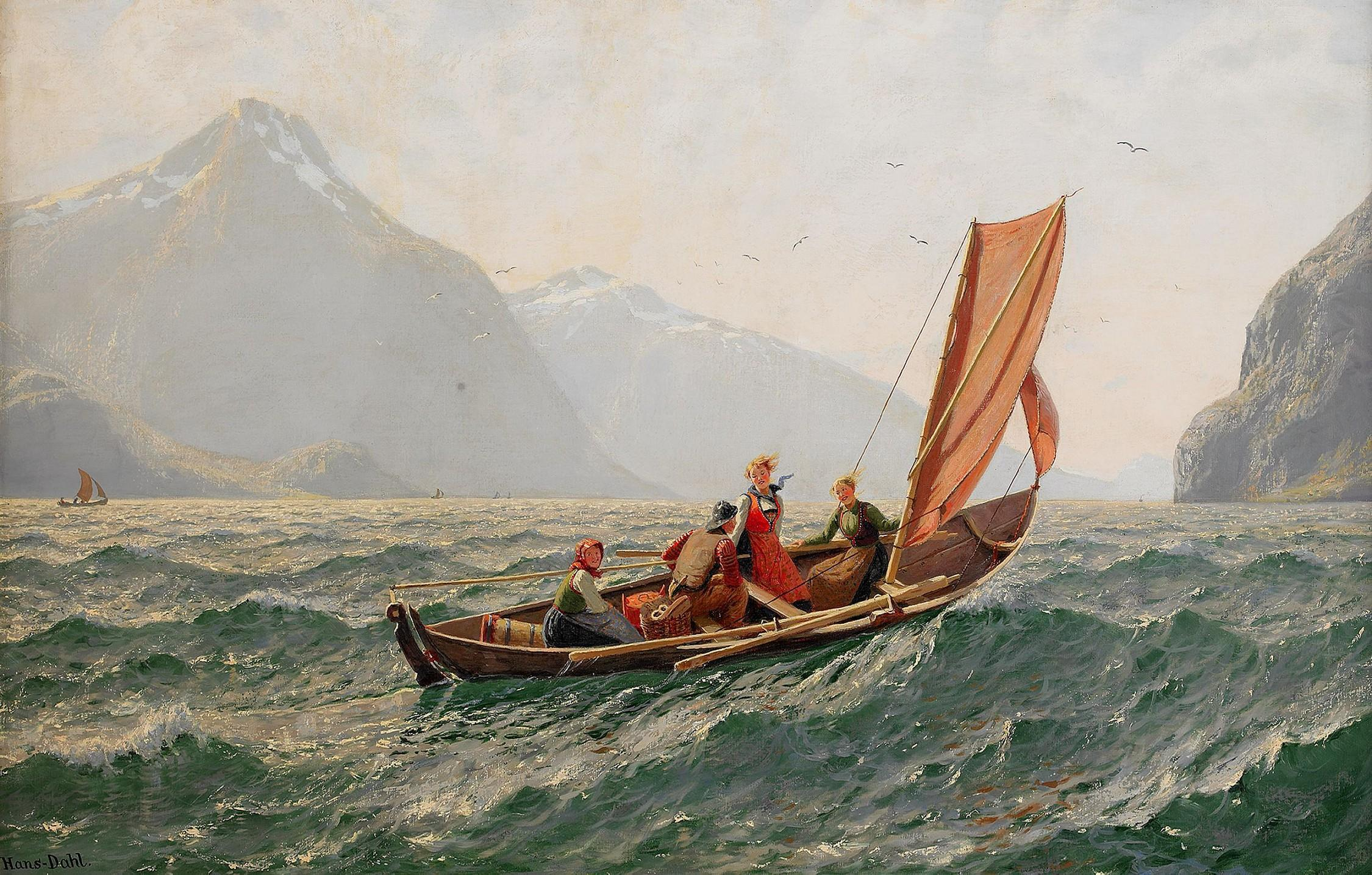
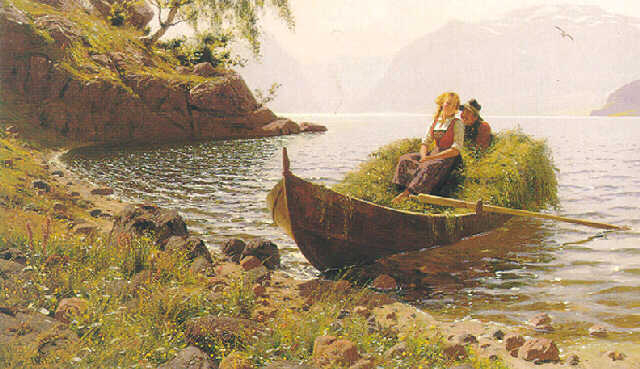
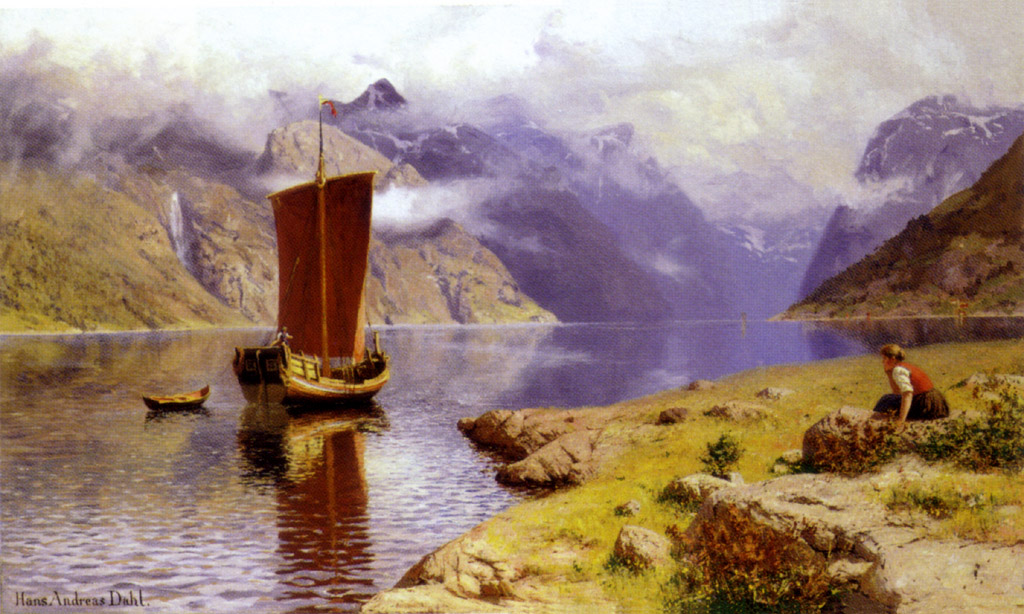
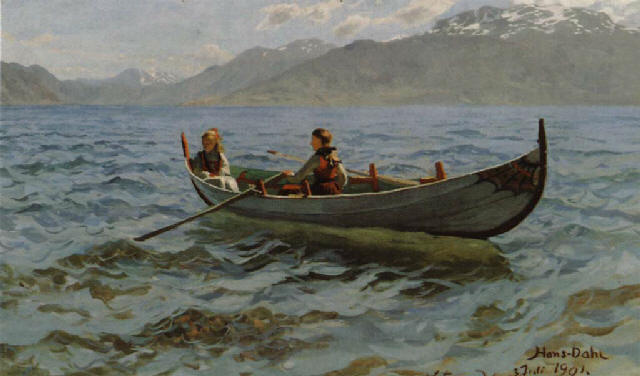